# Bradespar
Bradespar é uma empresa brasileira fundada em 30 de março de 2000 a partir de um desmembramento do Bradesco.

## Histórico
Em agosto de 2000, tem início a negociação das ações da Bradespar em Bolsa de Valores, com a realização de uma oferta pública em setembro.
Em 2001, a CSN deixou a Vale, após uma operação de descruzamento de ações entre as duas companhias. Previ e Bradespar venderam ao Grupo Vicunha suas participações na CSN, enquanto a CSN vendeu sua participação na Vale ao Previ e à Bradespar.
Em agosto de 2017, ocorre a reestruturação societária da Vale, com a renovação do Acordo de Acionistas, o que resultou na extinção da Valepar, acionista controlador da Vale, em sociedade formada pela Litel Participações, Bradespar e Mitsui. Também foi encerrada a negociação de ações preferenciais, com sua conversão em ações ordinárias, processo necessário para a listagem da empresa no Novo Mercado.
Em dezembro de 2021, a Bradespar realizou uma distribuição de 41% da sua fatia da Vale por meio de redução de capital social, em operação em que distribuiu 130,6 milhões de ações da mineradora a seus acionistas.
A Bradespar administrava participações acionárias que o Bradesco mantinha em empresas não financeiras, dentre elas: Scopus (2002), Bradesplan (2006), Net Serviços/Globo Cabo (2004/2005), VCB (2007) e CPFL Energia (2017).

## Portfólio
Atualmente, a única participação da Bradespar é na Companhia Vale do Rio Doce, onde mantém 3,67% de participação do capital total.